# IBM System/23
System/23 Datamaster（システム/23 データマスター）は、IBMが1981年に発表したオフィスコンピュータである。

## 概要
システム/23 データマスターは、IBM PCのわずか1か月前の、1981年7月に発表された。ハードウェアはIBM 5322コンピューター装置、5246ディスケット装置、5241印刷装置（毎秒80文字）または5242印刷装置（毎秒160文字）で構成される。
5322コンピューター装置は、テキストモードのCRTディスプレイや、キーボード、プロセッサ、メモリ、最大2台の8インチフロッピーディスクドライブなどの全てを1つのキャビネットに収納した、オールインワンコンピュータであった。フロッピーディスクドライブの容量（片面、両面）と台数（0から2台）、メモリ容量（32KB、64KB、96KB、128KB）の組み合わせでいくつかのサブモデルが用意された。プロセッサは8ビットのIntel 8085（非公開情報）で、最大128KBのメモリを管理するバンク切り換えロジックを備えていた。BASICインタープリタが組み込まれていた。外付けの5246ディスケット装置を2台のコンピューターで共用することもできた。
データマスターの目的は、専門家なしで設置や操作ができるコンピュータの供給だった。発表時にはシングルスクリーンのデータマスターは約 9,000 ドルで販売された。データマスター・プロジェクトで得られた設計グループの親密性は、IBM PCへのインテル製CPUの採用に影響した。

## 日本での販売
日本ではデータマスターは1982年1月に日本IBMより発表され、3月に特約店から販売が開始された。また、同年8月10日にディスプレイとキーボードを分離したデスクサイド型のIBM 5324が発表された。
簡易言語として、IBM 5110から開発が続けられてきたBRADS (Business Report / Application Development System) の最新版であるBRADS IIIが用意され、BASIC言語より簡単に事務処理プログラムを作成できるとした。旧機種からシステム/23BASICへの移行手段として「5110/5120BASIC―システム/23変換援助プログラム」が用意された。また、マニュアルの製作にあたっては、コンピュータの知識がない女性に機械を設置するところから使ってもらい、理解できない点があればマニュアルやマイクロコードを修正した。この作業を約半年かけて16種類のマニュアルを完成させた。
一方で、システムが漢字に対応していないことから、日本ではワードプロセッサとしての機能は省略された。このことから、ライバルメーカーやディーラー、マスコミからの関心は薄かった。